# Hyperolius pusillus
Hyperolius pusillus är en groddjursart som först beskrevs av Cope 1862.  Hyperolius pusillus ingår i släktet Hyperolius och familjen gräsgrodor. IUCN kategoriserar arten globalt som livskraftig. Inga underarter finns listade i Catalogue of Life.